# 良渚文字

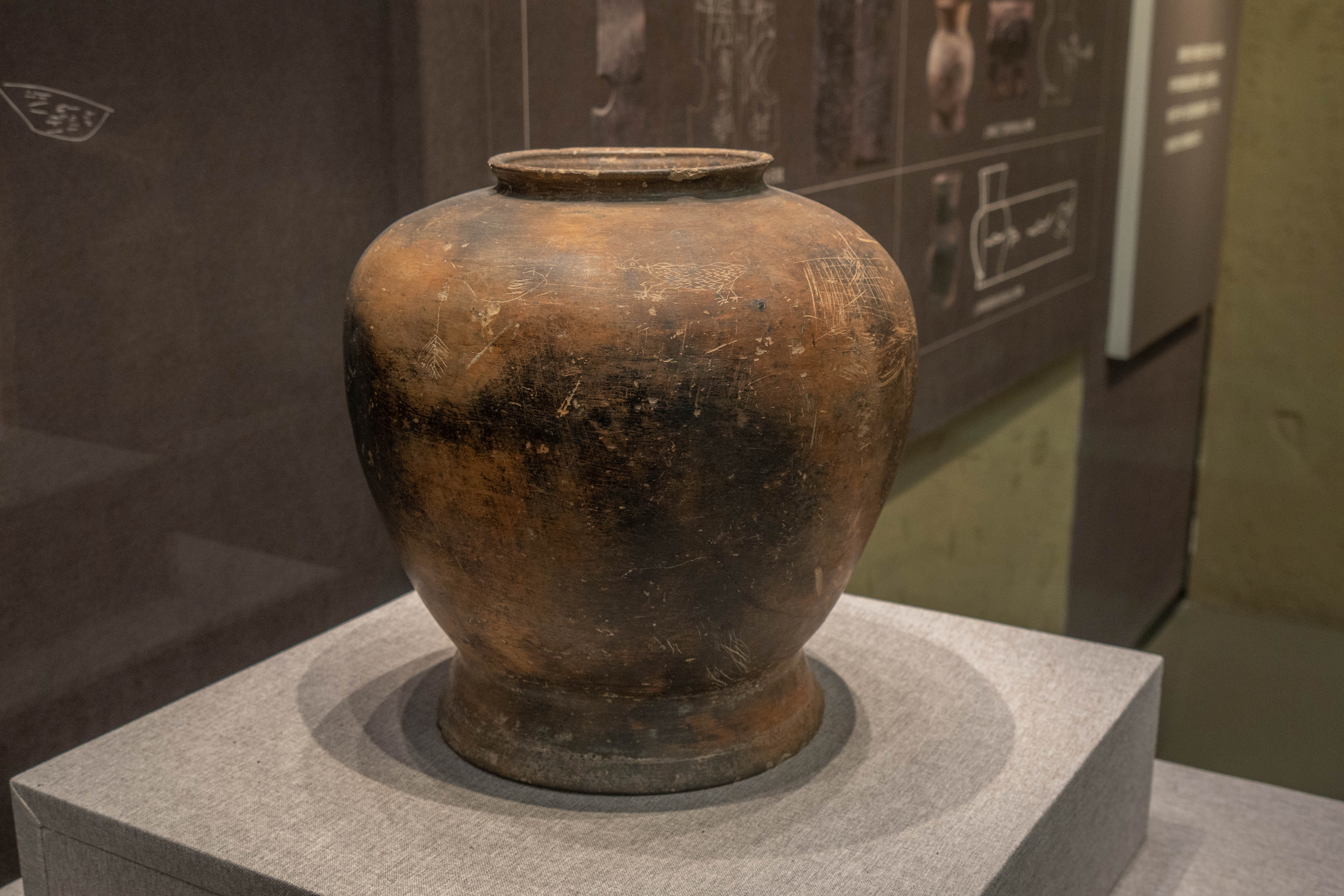
余杭南湖采集的良渚文化带刻划符号陶罐

良渚文字，又稱良渚原始文字、良渚刻畫符號，古文字，源於良渚文化，時間距今約五千九百年至六千多年間，比殷商甲骨文早一千年，可能是現代發現最早的中國文字。學者對於這些符號是否為早期文字，目前尚有爭議；良渚文字與殷商甲骨文及現代漢字之間的關連，也尚待研究。

## 發現歷史
良渚文字最早於1936年，挖掘良渚文化遺址時發現。於1936年至1937年間，中華民國學者施昕更在良渚進行考古挖掘，於1938年發表《良渚---杭縣第二區黑陶文化遺址初步報告》，在其中記錄了由陶片轉錄的出的五個陶文。隨後發掘更多有刻畫符號的玉器及陶器等，如1955年於良渚發現紅陶大腹殘片，上面有三個裝飾記號，與在香港發現的新石器時代晚期陶文形似。1959年在馬橋遺址第四文化層與第五文化層陶器破片上發現陶文。
學者認為這些重複出現的符號必有含義，但對於是屬於文字系統有不同見解。中華民國學者許倬雲認為這不是文字系統，可能是族徽:321-322。中華人民共和國學者劉莉亦認為，陶器上的符號可能用於交流，可當作原始文字，但不能視作文字系統。北京大學學者李學勤持肯定態度，認為這是古文字，並解讀出14個字。裘錫圭認同這是古文字，但認為這不是漢字先祖。
2003年至2006年，中國考古學者在發掘莊橋墳遺址時，發現240餘件器物上有刻畫符號，可能是早期文字，學者開始進行研究。2013年，浙江省文物考古研究所研究員徐新民在發掘出的石鉞上發現成排符號，進行研究後，認為這是一種古文字，發表《平湖莊橋墳遺址發現良渚原始文字》。在多位學者研究之後，平湖市博物館館長楊根文認為這是中國出土的最早古文字。中華人民共和國學者，如方向明、李伯謙、劉釗等人皆主張這是早期文字系統，屬於象形文字。中華人民共和國河南省古漢字研究所所長王蘊智，鄭州大學文學博士鄭建軍等人則认为，这些所谓的“文字”只不过是单纯的刻画，和汉字没有任何关联，而且并不与甲骨文属于同一个系列，因为这些刻画符号无法构成一个文字系统。

## 與殷商甲骨文關係
復旦大學學者裘錫圭認為，良渚文字的結構與中原系統文字不同，為漢字先驅，但不是殷商甲骨文與現代漢字的直系先祖。
北京大學學者李學勤認為，良渚文字與大汶口陶文相近，可能為殷商甲骨文先驅。美國學者吉德煒認為殷商甲骨文源自於良渚文字。